# Let's Make It Legal
Let's Make It Legal (bra: Joguei Minha Mulher; prt: Let's Make It Legal) é um filme estadunidense de 1951, do gênero comédia romântica, dirigido por Richard Sale, e estrelado por Claudette Colbert, Macdonald Carey, Zachary Scott, Barbara Bates e Marilyn Monroe. O roteiro de F. Hugh Herbert e I. A. L. Diamond foi baseado na história "My Mother-in-Law, Miriam", de Mortimer Braus.
A trama retrata a história de uma mulher que, após vinte anos juntos, opta por se divorciar devido aos hábitos de apostas excessivos de seu marido.
A produção marcou a última participação cinematográfica de Claudette Colbert em um filme de comédia.

## Sinopse
À meia-noite, o divórcio de Hugh (Macdonald Carey) e Miriam Halsworth (Claudette Colbert) se tornará oficial. Hugh não pensa em desistir, embora ainda não saiba viver sem sua esposa. Reviravoltas ocorrem quando Victor MacFarland (Zachary Scott), antigo pretendente de Miriam, faz seu registro de entrada no hotel onde Hugh trabalha como assessor de imprensa. Com Barbara (Barbara Bates), filha de Miriam, apoiando Hugh, e Jerry (Robert Wagner), genro do casal, torcendo por Victor, a resolução de toda a situação parece incerta antes da meia-noite.

## Elenco
- Claudette Colbert como Miriam Halsworth
- Macdonald Carey como Hugh Halsworth
- Zachary Scott como Victor Macfarland
- Barbara Bates como Barbara Denham
- Robert Wagner como Jerry Denham
- Marilyn Monroe como Joyce Mannering
- Frank Cady como Ferguson
- Jim Hayward como Pete, o jardineiro
- Carol Savage como Srta. Jessup
- Paul Gerrits como Leiteiro
- Betty Jane Bowen como Secretária
- Vicki Raaf como Peggy, secretária de Hugh
- Ralph Sanford como Tenente de Polícia
- Harry Denny como Gerente de Hotel
- Harry Harvey, Sr. como Carteiro

## Produção
Os títulos de produção do filme foram "Grandma Was a Golddigger" e "Don't Call Me Mother". Cenas do filme foram gravadas em locações em Santa Mônica, na Califórnia.

## Recepção
Bosley Crowther, em sua crítica para o The New York Times, escreveu:
"Não seria surpresa se Claudette Colbert, Macdonald Carey, Zachary Scott e os outros participantes do elenco de Let's Make It Legal tivessem se divertido tanto quanto a plateia do Roxy ontem de manhã. De qualquer forma, em meio a uma avalanche de sagas cinematográficas históricas e psicológicas, uma pequena comédia brilhante sobre o divórcio de americanos de meia-idade silenciosamente chegou à cidade. E nenhum espectador com um grama de perspicácia ou travessura sairá prejudicado, garantimos. A coisa mais agradável sobre este pacote enxuto da Twentieth Century-Fox é que, apesar de piscadelas astutas e saudáveis à cena doméstica americana em geral, [o filme] consegue ser habilmente construtivo sobre elementos como divórcio 'amigável', egoísmo dos filhos, visitas prolongadas de parentes por afinidade e as absurdidades fatais do orgulho conjugal".
O jornal New York Daily Mirror escreveu sobre o filme:
"Claudette Colbert é uma talentosa farceuse, mas não consegue tornar Let's Make It Legal tão alegre quanto se esperava. Enquanto ela está na tela do Roxy, a comédia flui bem, mas quando seus colegas assumem, a trama sofre ... [O filme] sofre com um roteiro fraco e caracterizações incríveis de Macdonald Carey e Zachary Scott ... Marilyn Monroe desfila sua silhueta atraente para empolgação incidental ... Let's Make It Legal é um esforço valente de Claudette Colbert, que não consegue superar os obstáculos".
O jornal New York Daily News declarou:
"O Let's Make It Legal do Roxy é uma farsa inconsistente que, felizmente, tem graças salvadoras suficientes, sendo o benefício predominante as performances dos populares coadjuvantes de comédia, Claudette Colbert e Macdonald Carey. Suas presenças e uma quantidade satisfatória de diálogo inteligente neutralizam situações farsescas forçadas e uma história indiferente ... Marilyn Monroe está divertida em um papel breve como uma bela loira esbelta que tem os olhos em Zachary Scott e sua fortuna".